# 格紋口孵非鯽
格紋口孵非鯽，為輻鰭魚綱鱸形目隆頭魚亞目慈鯛科的其中一種，分布於非洲衣索比亞Beseka湖流域，體長可達24.7公分，棲息在中底層水域，生活習性不明。